# Enfriamiento
El enfriamiento es la eliminación de calor, lo que generalmente resulta en una temperatura más baja y/o un cambio de fase. La disminución de temperatura lograda por cualquier otro medio también puede denominarse enfriamiento. La transferencia de energía térmica puede ocurrir por radiación térmica, conducción de calor o convección. 

## Dispositivos
- Refrigerante
- Torres de refrigeración, tal como se utilizan en grandes plantas industriales y centrales eléctricas
- Enfriador radiativo pasivo diurno
- Enfriador evaporativo
- Intercambiador de calor
- Tubo de calor
- Disipador de calor
- HVAC (Calefacción, Ventilación y Aire Acondicionado)
- Intercooler o interenfriador
- Enfriamiento radiativo en escudos térmicos
- Radiadores en automóviles
- Tecnología de hielo bombeable
- Refrigeración termoeléctrica
- Tubo de vórtice, como se usa en el enfriamiento de puntos industriales